# Uczelnie muzyczne w Polsce
Uczelnie muzyczne w Polsce – polskie instytucje szkolnictwa wyższego kształcące profesjonalnych artystów muzyków na studiach I, II i III stopnia.

## Nazwa
W historii polskiej oświaty występuje kilka nazw odnoszących się do uczelni muzycznych: konserwatorium, wyższa szkoła muzyczna, akademia muzyczna czy uniwersytet muzyczny. Przed II wojną światową dominowały konserwatoria; po wojnie przekształcone zostały w Państwowe Wyższe Szkoły Muzyczne; w latach 1979–1982 przemianowane zostały na Akademie Muzyczne; obecnie warszawska Akademia przekształciła się w Uniwersytet Muzyczny, a bydgoska podjęła już uchwałę o planowanym przekształceniu.

## Historia
W Polsce pierwszą publiczną szkołę muzyczną, wobec której stosować zaczęto nazwę konserwatorium, otwarto w Warszawie w roku 1810 dzięki staraniom Józefa Elsnera (oficjalną nazwę konserwatorium nadano szkole dopiero w roku 1821). Nauczano w niej przede wszystkim śpiewu oraz gry na instrumentach, a także przedmiotów teoretycznych; w związku jednak z represjami po powstaniu listopadowym szkołę zamknięto w 1831 roku. We Lwowie pierwszą publiczną uczelnię muzyczną otwarto w 1838 (konserwatorium w 1870), w Krakowie podobne konserwatorium otwarto – dzięki staraniom Władysława Żeleńskiego i Marceliny Czartoryskiej – w roku 1888.
Po wojnie w miejsce dawnych konserwatoriów powołano do życia Państwowe Wyższe Szkoły Muzyczne. Wszystkie z czasem zostały przemianowane na akademie muzyczne. Obecnie z ośmiu uczelni muzycznych siedem to akademie muzyczne, warszawska natomiast przekształciła się w Uniwersytet Muzyczny.

### Kariera akademicka
Do 2003 roku zamiast stopni przeprowadzane były „przewody kwalifikacyjne I stopnia” (odpowiedniki doktoratu) oraz „przewody kwalifikacyjne II stopnia” (odpowiedniki habilitacji), a kariera akademicka kończyła się nadaniem przez Prezydenta RP tytułu profesora sztuki. Stanowiska adiunkta, profesora nadzwyczajnego i profesora zwyczajnego obsadzane były na tych samych zasadach, jakie obowiązują w przypadku doktorów i doktorów habilitowanych; jedyną różnicą był brak formalnego stopnia przed otrzymaniem tytułu profesora. Osoby posiadające stopnie kwalifikacji używają wyrażeń „przew. kwal. I/II st.” lub „kwal. I/II st.” przed nazwiskiem lub, znacznie częściej, określeń stanowisk (adiunkt lub profesor nadzwyczajny) – stąd rozróżnienie spotykane na uczelniach artystycznych: adiunkt I st. i adiunkt II st.
W 2003 roku w miejsce przewodów wprowadzono z powrotem stopnie doktora sztuki oraz doktora habilitowanego sztuki.

### Polskie uczelnie muzyczne według kolejności powstania
| Uczelnia                                                     | Główny budynek uczelni | rok założenia     | Lokalizacja | Poprzednie nazwy | liczba studentów (2011/12) |
| ------------------------------------------------------------ | ---------------------- | ----------------- | ----------- | --- | -------------------------- |
| Uniwersytet Muzyczny Fryderyka Chopina w Warszawie           |                        | 1810              | Warszawa    | Nazwa konserwatorium w 1821 W latach 1831–1861 brak działalności 1861–1918 Instytut Muzyczny 1918 Konserwatorium Państwowe 1946 Państwowa Wyższa Szkoła Muzyczna 1962 Akademia Muzyczna Od 2008 Uniwersytet Muzyczny | 947                        |
| Polskie Towarzystwo Muzyczne we Lwowie                       |                        | 1838              | Lwów        | Nazwa konserwatorium w 1870 |                            |
| Akademia Muzyczna im. Krzysztofa Pendereckiego w Krakowie    |                        | 1888              | Kraków      | 1888 Nadanie nazwy konserwatorium Szkoła muzyczna działała już wcześniej 1946–1979 Państwowa Wyższa Szkoła Muzyczna Od 1979 Akademia Muzyczna                                                                        | 691                        |
| Akademia Muzyczna im. Grażyny i Kiejstuta Bacewiczów w Łodzi |                        | Początki XX wieku | Łódź        | Pocz. XX w. Konserwatorium Muzyczne 1946–1982 Państwowa Wyższa Szkoła Muzyczna Od 1982 Akademia Muzyczna | 667                        |
| Akademia Muzyczna im. Ignacego Jana Paderewskiego w Poznaniu |                        | 1920              | Poznań      | 1922 Państwowe Konserwatorium Muzyczne 1945–1981 Państwowa Wyższa Szkoła Muzyczna Od 1981 Akademia Muzyczna | 749                        |
| Konserwatorium Muzyczne w Wilnie                             |                        | 1921              | Wilno       | |                            |
| Akademia Muzyczna im. Karola Szymanowskiego w Katowicach     |                        | 1929              | Katowice    | 1929 Państwowe Konserwatorium Muzyczne 1945–1979 Państwowa Wyższa Szkoła Muzyczna Od 1979 Akademia Muzyczna | 906                        |
| Akademia Muzyczna im. Stanisława Moniuszki w Gdańsku         |                        | 1947              | Gdańsk      | 1947–1982 Państwowa Wyższa Szkoła Muzyczna Od 1982 Akademia Muzyczna | 782                        |
| Akademia Muzyczna im. Karola Lipińskiego we Wrocławiu        |                        | 1948              | Wrocław     | 1948 Państwowa Wyższa Szkoła Muzyczna | 621                        |
| Akademia Muzyczna im. Feliksa Nowowiejskiego w Bydgoszczy    |                        | 1974              | Bydgoszcz   | od 1904 Bydgoskie Konserwatorium Muzyczne, od 1927 Miejskie Konserwatorium Muzyczne, 1974–1979 Filia Wyższej Szkoły Muzycznej w Łodzi, 1979–1981 Państwowa Wyższa Szkoła Muzyczna, od 1981 Akademia Muzyczna         | 475                        |
| Akademia Sztuki w Szczecinie                                 |                        | 2010              | Szczecin    | Do 2010 filia Akademii Muzycznej w Poznaniu; Wyższa Szkoła Sztuki Użytkowej (uczelnia prywatna) | 473                        |